# 新多数派

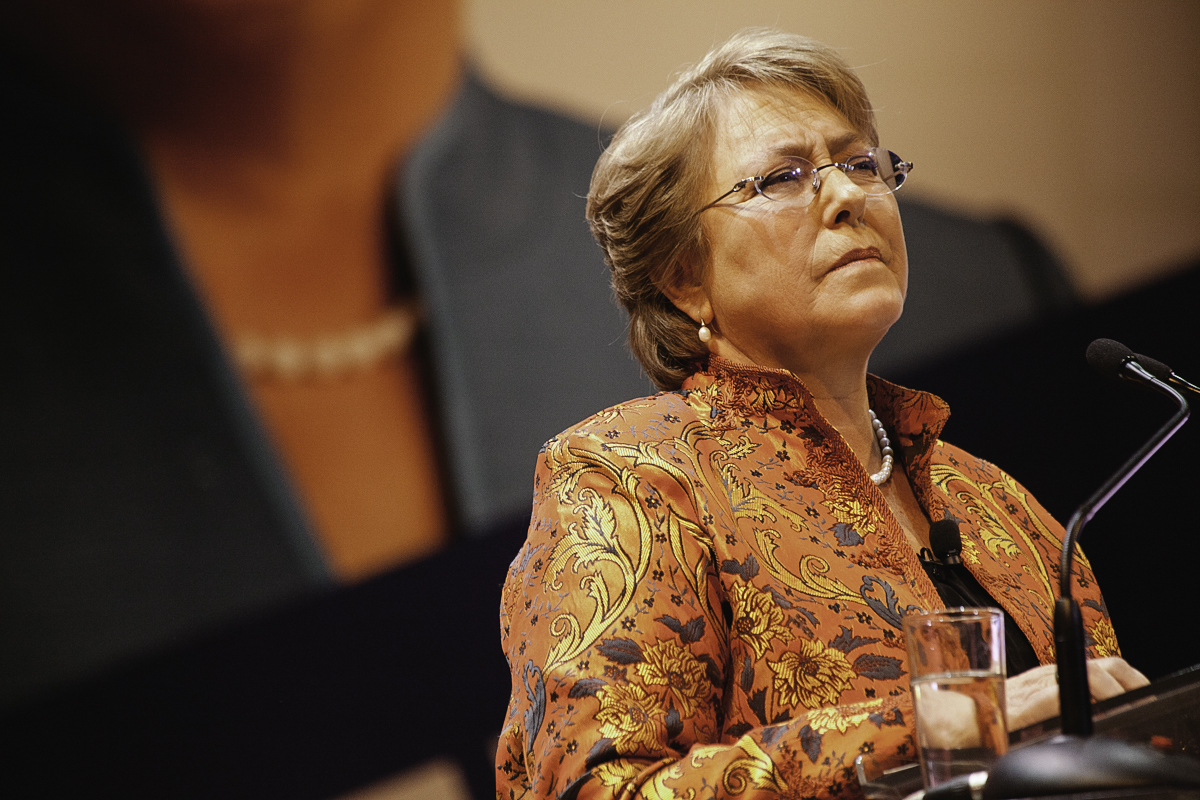
新多数派党首を務めたミシェル・バチェレ

新多数派（しんたすうは、スペイン語: Nueva Mayoría）は、かつて存在したチリの政党連合。2013年の大統領選挙でミシェル・バチェレ候補を支持し、当選へと導いた中道左派政党から構成されていた。

## 政治的目標
6年以内に教育（就中国立大学）の無償化を目指す他、男女の賃金格差是正に取り組むとしていた。

## 参加政党
嘗てコンセルタシオン・デモクラシアに参加していた主要4政党（チリ社会党、キリスト教民主党、民主主義のための政党及び急進社会民主党）に加えて、チリ共産党、市民左派や拡大社会運動、革新系無所属から構成。このうち、拡大社会運動は2014年3月に地域政党の北部勢力党と合流し、MAS地域党となった。
| 政党                 | スペイン語表記                  | 解散時の党首           |
| -------------------- | ------------------------------- | ---------------------- |
| MAS地域党            | MAS Región                      | クリスチャン・タピア   |
| キリスト教民主党     | Partido Demócrata Cristiano     | カロリーナ・ゴイッチ   |
| 市民左派             | Izquierda Ciudadana             | フランシスコ・パラゲス |
| 共産党               | Partido Comunista               | ギジェルモ・テイジエル |
| 民主主義のための政党 | Partido por la Democracia       | ゴンサロ・ナバレーテ   |
| 急進社会民主党       | Partido Radical Socialdemócrata | エルネスト・ベラスコ   |
| 社会党               | Partido Socialista              | アルバロ・エリザルデ   |

## 党史

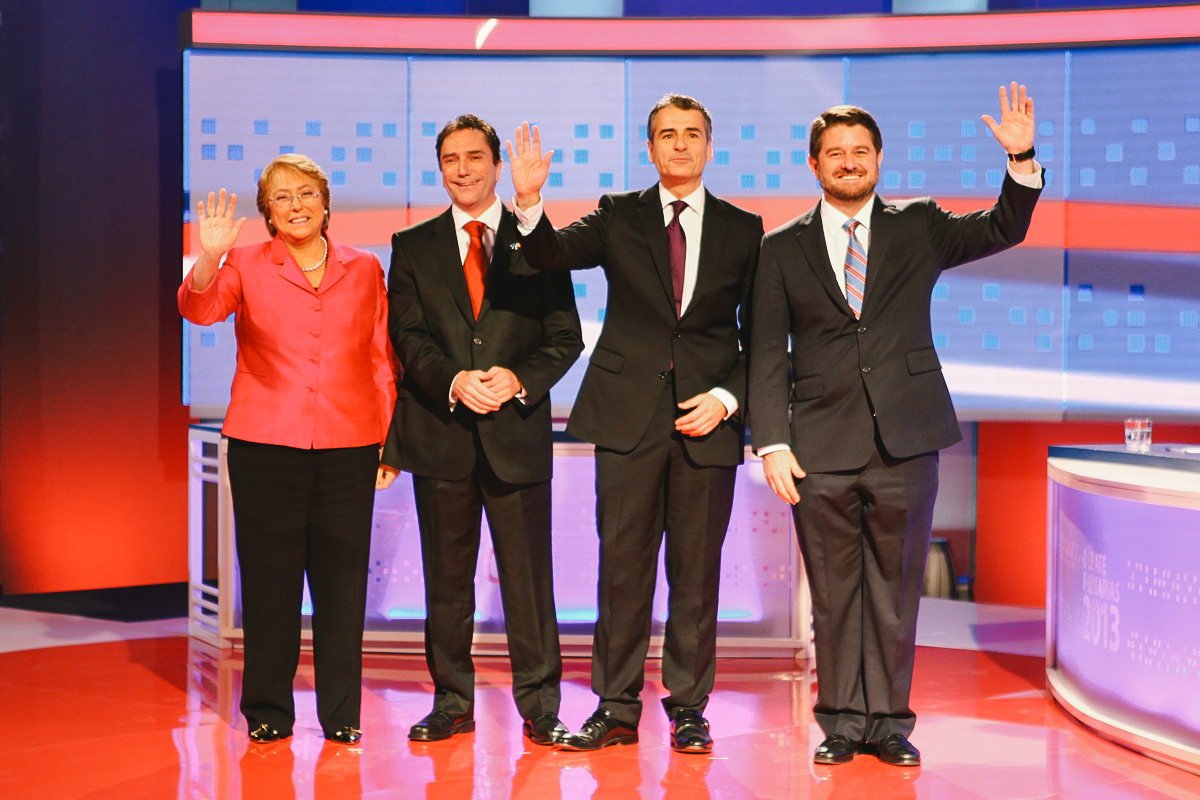
2013年大統領選挙の党内予備選の立候補者ら

2013年4月30日、チリ選挙管理委員会に登録。6月30日には予備選挙を実施し、社会党所属のミシェル・バチェレが73%の得票率を得て、無所属のアンドレス・ベラスコやキリスト教民主党所属のクラウディオ・オレゴ、急進社会民主党所属のホセ・アントニオ・ゴメスを破り
大統領候補となる。
大統領選挙は11月17日に行われたが、即日開票の結果、過半数の得票に達する候補が出なかったため、バチェレと中道右派の独立民主連合に所属するエベリン・マテイ候補の、女性2人による決選投票に縺れ込む事となる。12月15日実施の決選投票ではバチェレがマテイを破り、4年ぶりに大統領に返り咲いた。
なお、11月17日の大統領選挙と同時に行われた上下両院議員選挙の結果、新多数派が現有議席を上回り、両院において過半数を獲得。
2017年の大統領選挙ではアレハンドロ・ギジェルを統一候補としたが、中道右派連合の「チレ・バモス」が擁立したセバスティアン・ピニェラに敗れた。バチェレの大統領任期が満了を迎えた翌年3月に解散した。